# Wiang Pa Pao
 (mars 2025).
Si vous disposez d'ouvrages ou d'articles de référence ou si vous connaissez des sites web de qualité traitant du thème abordé ici, merci de compléter l'article en donnant les références utiles à sa vérifiabilité et en les liant à la section « Notes et références ».
Wiang Pa Pao (thaï : เวียงป่าเป้า ; API :  wīaŋ pàː pâw) est un district (amphoe) de Thaïlande située dans la province de Chiang Rai. En 2008 sa population était de 68 198 habitants.